# Аксштет
Аксштет (њем. Axstedt) општина је у њемачкој савезној држави Доња Саксонија. Једно је од 11 општинских средишта округа Остерхолц. Према процјени из 2010. у општини је живјело 1.147 становника. Посједује регионалну шифру (AGS) 3356001.

## Географски и демографски подаци
Аксштет се налази у савезној држави Доња Саксонија у округу Остерхолц. Општина се налази на надморској висини од 15 метара. Површина општине износи 10,7 km². У самом мјесту је, према процјени из 2010. године, живјело 1.147 становника. Просјечна густина становништва износи 107 становника/km².